# Гернат, Мартин
Мартин Гернат (словацк. Martin Gernát; род. 11 апреля 1993, Кошице, Кошицкий край) — словацкий хоккеист, защитник хоккейного клуба «Локомотив» (Ярославль), выступающего в Континентальной Хоккейной Лиге. Обладатель Кубка Гагарина 2025 года

## Карьера

### Клубная карьера
Начал свою карьеру в молодежной команде  Прешова. Гернат был выбран в пятом раунде драфта НХЛ 2011 года под общим 122-м номером командой «Эдмонтон Ойлерз». После драфта провёл два сезона в юношеской Западной хоккейной лиге за «Эдмонтон Ойл Кингз», а 20 апреля 2013 года подписал трёхлетний контракт с «Ойлерз». Следующие три сезона он провёл, играя в Американской хоккейной лиге за «Оклахома-Сити Баронс» и «Бейкерсфилд Кондорс», прежде чем 29 февраля 2016 года его обменяли в «Анахайм Дакс» на Патрика Маруна. Он сыграл всего пять игр за команду «Сан-Диего Галлз», филиал «Дакс» в АХЛ, прежде чем подписать контракт с ХК «Спарта Прага» на сезон 2016-2017. Гернат разорвал контракт со «Спартой Прага» в июле 2017 года.
7 июня 2023 года Гернат в качестве свободного агента подписал годичный контракт с хоккейным клубом «Локомотив» (Ярославль) из КХЛ на сезон 2023-2024. 30 сентября 2023 в игре с «Северсталью» забросил первую шайбу за «Локомотив», в этом же матче отметился дублем. 18 марта 2024 года в матче против омского "Авангард"  забросил свою первую шайбу в рамках плей-офф КХЛ. Вместе с "Локомотивом" дошел до финала Кубка Гагарина и стал серебряным призёром чемпионата КХЛ. Через год стал обладателем Кубка Гагарина 2025 года. 19 августа 2025 года продлил контракт с Локомотивом на один сезон.  

### Карьера в сборной
В 2011 году впервые вызван в юниорскую сборную Словакии на Чемпионате мира по хоккею с шайбой среди юниорских команд, где занял 10 место, Мартин сыграл в 6 играх, где отметился одной передачей.
В 2012 году вместе с молодёжной сборной выступал на Чемпионате мира среди молодёжных команд, где в 6 играх отметился заброшенной шайбой и передачей.
С 2017 года играет за взрослую сборную. В 2021 году в ходе квалификации на Зимние олимпийские игры 2022 года вместе со сборной отобрался на турнир. На Олимпиаде в 7 играх отметился 2 передачами и занял с командой 3-е место. Из-за перехода в ярославский «Локомотив» был отстранён от игр сборной.